# Platymantis bayani
Platymantis bayani es una especie  de anfibios de la familia Ceratobatrachidae.

## Distribución geográfica
Es endémica de Sámar (Filipinas).